# Cahit Özkan
Cahit Özkan (* 25. Dezember 1976 in Denizli) ist ein türkischer Jurist und Politiker der Adalet ve Kalkınma Partisi (AKP).

## Biografie
Özkan absolvierte sein Jurastudium an der Fakultät für Rechtswissenschaften der Universität Istanbul. Anschließend vertiefte er seine Kenntnisse der englischen Rechtssprache in London. Außerdem erwarb er einen Masterabschluss im Bereich Privatrecht an der Universität Kocaeli und einen weiteren im Bereich Menschenrechte an der Bilgi-Universität in Istanbul.
Seine politische Laufbahn begann Özkan als Mitglied des Bezirksvorstands der AKP in Şişli. Bei den Parlamentswahlen 2007 und 2011 kandidierte er erfolglos für ein Mandat. Am 1. November 2015 wurde er in die Große Nationalversammlung der Türkei gewählt und vertrat die Provinz Denizli in der 26. Legislaturperiode. 2017 wurde er in den Zentralen Entscheidungs- und Verwaltungsrat der AKP gewählt. Am 7. Juli 2018 wurde er zum stellvertretenden Fraktionsvorsitzenden der AKP ernannt, eine Position, die er bis zu seiner Abberufung am 15. Mai 2022 innehatte.